# Megaselia bambootelmatae
Megaselia bambootelmatae är en tvåvingeart som beskrevs av Ronald Henry Lambert Disney 1995. Megaselia bambootelmatae ingår i släktet Megaselia och familjen puckelflugor. Inga underarter finns listade i Catalogue of Life.